# 정유진 (사격 선수)
정유진(1983년 12월 18일 ~ )은 대한민국의 사격 선수이다.

## 생애
충청북도 단양군에서 태어났으며, 경북과학대학교 사회체육학과를 졸업하고 사격 선수가 되는 게 꿈이어서, 그 후 국가대표로 전념했다.
2005년 방콕 아시아 선수권 대회에서 10m 러닝타겟에서 참가해 금메달을 획득했다. 그리고 카타르 도하에서 열린 2006년 아시안 게임에 참가해 첫 금메달을 획득했다. 중국 광저우에서 열린 2010년 아시안 게임에 출전해 북한의 조영철과 공동 2위에 올랐으나 슛오프에서 19대 17로 패배하여 동메달을 획득했다.
대한민국 인천에서 열린 2014년 아시안 게임에서 50m 러닝타겟 381점을 얻어 동메달을 획득했다.
2018년 8월 24일 인도네시아 자카르타와 팔렘방에서 열린 2018년 아시안 게임에 출전해 10m 러닝타겟 개인전에서 1,668점을 기록하여 금메달을 획득했으며, 이 대회는 12년 만에 금메달이다.
2022년 사토르 세계 선수권대회에서 사상 첫 은메달을 획득했고, 중국 항저우에서 열린 2022년 아시안 게임에서 10m 러닝타겟 단체전에서 하광철,곽용빈과 함께 출전해 1,668점을 기록하여 금메달을 획득했다. 그리고 러닝타켓 혼합 단체전에서 1116점을 기록하여 금메달을 획득하여 2관왕 달성했다.